# Iran op de Olympische Winterspelen 2006
Iran nam deel aan de Olympische Winterspelen 2006 in Turijn, Italië. De afvaardiging bestond uit een skiër en een langlaufer.

## Deelnemers en resultaten
| Sport       | Olympiër                 | Discipline         | Resultaat | Prestatie                                |
| ----------- | ------------------------ | ------------------ | --------- | ---------------------------------------- |
| Alpineskiën | Alidad Saveh Shemshak    | reuzenslalom (m)   | 36e       | 3.03,88 (1e run 1.32,27; 2e run 1.31,61) |
| Alpineskiën | Alidad Saveh Shemshak    | slalom (m)         | 41e       | 2.09,56 (1e run 1.07,57; 2e run 1.01,99) |
| Langlaufen  | Seyed Mojtaba Mirhashemi | 15 km klassiek (m) | 91e       | 52.27,0                                  |

Albanië · Algerije · Amerikaanse Maagdeneilanden · Andorra · Argentinië · Armenië · Australië · Azerbeidzjan · België · Bermuda · Bosnië en Herzegovina · Brazilië · Bulgarije · Canada · Chili · China · Chinees Taipei · Costa Rica · Cyprus · Denemarken · Duitsland · Estland · Ethiopië · Finland · Frankrijk · Georgië · Griekenland · Groot-Brittannië · Hongarije · Hongkong · Ierland · IJsland · India · Iran · Israël · Italië · Japan · Kazachstan · Kenia · Kirgizië · Kroatië · Letland · Libanon · Liechtenstein · Litouwen · Luxemburg · Macedonië · Madagaskar · Moldavië · Monaco · Mongolië · Nederland · Nepal · Nieuw-Zeeland · Noord-Korea · Noorwegen · Oekraïne · Oezbekistan · Oostenrijk · Polen · Portugal · Roemenië · Rusland · San Marino · Senegal · Servië en Montenegro · Slovenië · Slowakije · Spanje · Tadzjikistan · Thailand · Tsjechië · Turkije · Venezuela · Verenigde Staten · Wit-Rusland · Zuid-Afrika · Zuid-Korea · Zweden · Zwitserland